# Championnat provincial d'Argentine de rugby à XV 2013
Navigation
Campeonato Argentino de Mayores 2012 Campeonato Argentino de Mayores 2014
Le Championnat provincial d'Argentine de rugby à XV 2013 ou Campeonato argentino de rugby 2013 ou Campeonato argentino de Mayores 2013 est une compétition annuelle de rugby à XV organisée par la Fédération argentine (UAR) qui oppose, non pas des sélections provinciales du pays, mais des équipes représentant les uniónes, au nombre de 25, membres de l'UAR.

## Format
Les 8 clubs sont répartis en 2 zones : chaque équipe ne joue qu'une seule fois. Les 2 premiers sont qualifiés directement pour les demi-finales : le championnat se conclut par des demi-finales et une finale.

## Équipes
| Nom           | Surnom         | Région                                       |
| ------------- | -------------- | -------------------------------------------- |
| Cordobesa     | Los Dogos      | Province de Córdoba                          |
| Tucumán       | Los Naranjas   | Province de Tucumán                          |
| Salta         | Los Mayuatos   | Province de Salta                            |
| Alto Valle    | Los Tehuelches | Province de Neuquén et Province de Río Negro |
| Rosario       | Los Ñandúes    | Province de Santa Fe                         |
| Buenos Aires  | Las Águilas    | District de Buenos Aires                     |
| Cuyo          | Los Guanacos   | Province de Mendoza                          |
| Mar del Plata | Los Tréboles   | Province de Buenos Aires                     |

## Phase régulière

### Groupe 1
| Rang | Club                        | J | V | N | D | Bo | Bd | Pm  | Pe  | Diff | Pts |
| ---- | --------------------------- | - | - | - | - | -- | -- | --- | --- | ---- | --- |
| 1    | Los Naranjas (Tucumán)      | 3 | 3 | 0 | 0 | 0  | 0  | 114 | 27  | +87  | 6   |
| 2    | Los Mayuatos (Salta)        | 3 | 2 | 0 | 1 | 0  | 0  | 114 | 77  | +37  | 4   |
| 3    | Los Dogos (Cordobesa)       | 3 | 1 | 0 | 2 | 0  | 0  | 68  | 43  | +25  | 2   |
| 4    | Los Tehuelches (Alto Valle) | 3 | 0 | 0 | 3 | 0  | 0  | 31  | 180 | -149 | 0   |

|  | Qualifiés pour les demi-finales.          |
|  | Qualifié pour la Zona Permanencia (no 3). |

### Groupe 2
| Rang | Club                         | J | V | N | D | Bo | Bd | Pm  | Pe  | Diff | Pts |
| ---- | ---------------------------- | - | - | - | - | -- | -- | --- | --- | ---- | --- |
| 1    | Los Ñandúes (Rosario)        | 3 | 3 | 0 | 0 | 0  | 0  | 98  | 40  | +58  | 6   |
| 2    | Las Águilas (Buenos Aires)   | 3 | 2 | 0 | 1 | 0  | 0  | 142 | 33  | +109 | 4   |
| 3    | Los Tréboles (Mar del Plata) | 3 | 1 | 0 | 2 | 0  | 0  | 34  | 94  | -60  | 2   |
| 4    | Los Guanacos (Cuyo)          | 3 | 0 | 0 | 3 | 0  | 0  | 43  | 150 | -107 | 0   |

|  | Qualifiés pour les demi-finales.          |
|  | Relégué en Zona Ascenso (no 3).           |
|  | Qualifié pour la Zona Permanencia (no 4). |

## Phase finale

### Tableau
|  | Demi-finales        | Demi-finales        |              |    | Finale              | Finale              |
|  | Demi-finales        | Demi-finales        |              |    | Finale              | Finale              |
|  |                     |                     |              |    |                     |                     |
|  | le 23 novembre 2013 | le 23 novembre 2013 |              |    | le 30 novembre 2013 | le 30 novembre 2013 |
|  | le 23 novembre 2013 | le 23 novembre 2013 |              |    | le 30 novembre 2013 | le 30 novembre 2013 |
|  | Los Naranjas        | 25                  |              |    | le 30 novembre 2013 | le 30 novembre 2013 |
|  | Los Naranjas        | 25                  |              |    | le 30 novembre 2013 | le 30 novembre 2013 |
|  | Las Águilas         | 18                  |              |    | le 30 novembre 2013 | le 30 novembre 2013 |
|  | Las Águilas         | 18                  | Los Naranjas | 33 |                     |                     |
|  | le 23 novembre 2013 |                     | Los Naranjas | 33 |                     |                     |
|  |                     | Los Ñandúes         | 20           |    |                     |                     |
|  | Los Ñandúes         | Los Ñandúes         | 20           | 23 |                     |                     |
|  | Los Ñandúes         |                     |              | 23 |                     |                     |
|  | Los Mayuatos        | 6                   |              |    |                     |                     |
|  | Los Mayuatos        | 6                   |              |    |                     |                     |

### Demi-finales
| 23 novembre 2013 | Los Naranjas | 25 - 18 (16 - 8) | Las Águilas | Estadio Hector Cabrera, Tucumán Arbitre : J. Sylvestre |
| 23 novembre 2013 |              |                  |             | Estadio Hector Cabrera, Tucumán Arbitre : J. Sylvestre |
| 23 novembre 2013 |              |                  |             | Estadio Hector Cabrera, Tucumán Arbitre : J. Sylvestre |

| 23 novembre 2013 | Los Ñandúes | 23 - 6 (6 - 3) | Los Mayuatos | Estadio Jockey Club Rosario, Rosario Arbitre : F. Anselmi |
| 23 novembre 2013 |             |                |              | Estadio Jockey Club Rosario, Rosario Arbitre : F. Anselmi |
| 23 novembre 2013 |             |                |              | Estadio Jockey Club Rosario, Rosario Arbitre : F. Anselmi |

### Finale
| 30 novembre 2013 | Los Naranjas | 33 - 20 (17 - 12) | Los Ñandúes | Estadio Jockey Club Rosario, Rosario Arbitre : F. Pastrana |
| 30 novembre 2013 |              |                   |             | Estadio Jockey Club Rosario, Rosario Arbitre : F. Pastrana |
| 30 novembre 2013 |              |                   |             | Estadio Jockey Club Rosario, Rosario Arbitre : F. Pastrana |

## Zona Permanencia
| Rang | Club                     | J | V | N | D | Bo | Bd | Pm  | Pe | Diff | Pts |
| ---- | ------------------------ | - | - | - | - | -- | -- | --- | -- | ---- | --- |
| 1    | Los Dogos (Cordobesa)    | 2 | 2 | 0 | 0 | 0  | 0  | 105 | 20 | +85  | 4   |
| 2    | Los Sirirí (Santafesina) | 2 | 1 | 0 | 1 | 0  | 0  | 33  | 44 | -11  | 2   |
| 3    | Los Guanacos (Cuyo)      | 2 | 0 | 0 | 2 | 0  | 0  | 20  | 94 | -74  | 0   |

|  | Qualifié pour la Zona Campeonato 2014 (no 1). |